# Jiaqing
Jiaqing (ur. 13 listopada 1760 w Pekinie, zm. 2 września 1820) – cesarz Chin z dynastii Qing.
Był synem cesarza Qianlonga. Na tron wstąpił po abdykacji ojca w 1796, który jednak aż do swojej śmierci (przez pierwsze trzy lata panowania syna) miał przemożny wpływ na politykę, jako „emerytowany cesarz”.
Ukrócił rządy wszechwładnego faworyta Qianlonga, Heshena, i próbował utrzymać świetność Chin, ale za jego czasów gospodarka cesarstwa zaczęła podupadać. Początek jego panowania upłynął pod znakiem walki z powstaniami Białego Lotosu (1796-1805) i Miao (1795–1806). Kolejna rebelia, powstanie Ośmiu Trygramów z 1813, była wymierzona przeciwko niemu osobiście, ale powstańcom nie udało się go zamordować.
Po śmierci Jiaqinga następcą został jego syn Daoguang.